# Fort Pawła Cytadeli Warszawskiej
Fort Pawła (Mierosławskiego) – jeden z fortów Cytadeli Aleksandrowskiej, obecnie nieistniejący.

## Opis
Wzniesiona w ogólnym zrębie w latach trzydziestych i czterdziestych XIX wieku, Cytadela spełniała głównie funkcje więzienne i policyjne, mając niewielkie możliwości rzeczywistej obrony miasta przed regularną armią z powodu swojego umiejscowienia i konstrukcji. Z tego powodu bardzo szybko przystąpiono do budowy kolejnych umocnień, wysuniętych przed narys Cytadeli. 
Fort Pawła został wzniesiony w roku 1854. Było to umocnienie ziemne o narysie lunety, czyli dzieło posiadające dwa czoła, dwa barki i otwartą szyję od strony Cytadeli.
W roku 1921 fort otrzymał imię generała Ludwika Mierosławskiego, dowódcy kolejnych polskich zrywów patriotycznych w XIX wieku. Fort został rozebrany po 1935 z powodu rozbudowy Warszawy. Obecnie ten teren zajmuje budynek zespołu szkół elektronicznych.